# Johan August von Born
Johan August von Born, född den 29 augusti 1815 i Borgå, död den 29 oktober 1878 i Helsingfors, var en finländsk friherre och politiker.

## Biografi
Johan August von Born tillhörde den pommerska ätten von Born, som 1772 förklarades som svensk adel. Han var son till Samuel Fredrik von Born och Catharina von Morian. År 1834 blev von Born auskultant vid Åbo hovrätt, varpå han blev kammarskrivare vid den ryske kejsarens senat i Finland. År 1838 blev han vice häradshövding.
von Born framträdde som aktiv politiker i samband med återöppningen av lantdagen under Alexander II 1863. von Born var ledare för regeringspartiet i adelsståndet 1863–1864 samt 1867 och 1872, där han bland annat förfäktade modernäringens intressen, blev senator 1865, jordbruksminister och minister för allmänna ärenden 1866. Som medlem av grundlagsutskottet medverkade han till skapandet av 1869 års lantdagsordning.
von Born var gift med Hedvig von Haartman, som var dotter till Carl Daniel von Haartman, en läkare, och dotterdotter till Frans Michael Franzén. En dotter till makarna von Born var Hanna Palme.

## Utmärkelser
- Sankt Annas orden, tredje klass,  1854[1]
- Sankt Stanislausorden, andra klassen,  1857[1]
- Sankt Annas orden, andra klass med kejsarkrona,  1866[1]
- Sankt Vladimirs orden, tredje klass,  1868[1]
- Sankt Stanislausorden, första klassen,  1871[1]
- Sankt Annas orden, första klass,  1873[1]

[Redigera Wikidata]

### Övriga källor
- Svensk uppslagsbok, Malmö 1939.
- Gabriel Anrep, Svenska adelns ättartavlor